# Gjergj Bojaxhi
Gjergj Bojaxhi (ur. 28 marca 1974 w Tiranie) – albański ekonomista, polityk i himalaista, wiceminister gospodarki, handlu i energii w latach 2005-2007.

## Życiorys
Ukończył studia magisterskie z zakresu ekonomii na Uniwersytecie Johnsa Hopkinsa, następnie pracował w Waszyngtonie jako konsultant Banku Światowego. Po powrocie do Albanii pełił funkcję dyrektora Albańskiej Korporacji Elektroenergetycznej (Korporata Elektroenergjitike Shqiptare) oraz w latach 2005-2011 należał do Demokratycznej Partii Albanii.
W latach 2005–2007 był wiceministrem gospodarki, handlu i energii. Następnie w latach 2007-2010 należał do Rady Miejskiej Tirany.
30 marca 2015 roku w ramach wyborów samorządowych ponownie zgłosił swoją kandydaturę na urząd radnego jako niezależny kandydat.
W czerwcu 2016 założył partię Wyzwanie dla Albanii (Sfida për Shqipërinë).

## Kariera sportowa
2 kwietnia 2012 roku wraz z himalaistami Mateo Begeją, Erlim Rudho, Gertim Pishtarim, Fationem Plaku i Xhimem Begeją rozpoczął wspinaczkę na Mount Everest; szczyt góry został przez całą grupę zdobyty dnia 25 maja tegoż roku około godziny 7:00 czasu lokalnego oraz zatknięto na nim albańską flagę.

## Życie prywatne
Jest ojcem dwójki dzieci.